# Alec Jeffreys
Alec John Jeffreys, CH FRS MAE, född 9 januari 1950 i Oxford, Oxfordshire, England, är en brittisk genetiker, som är professor vid University of Leicester och känd för att ha utvecklat det genetiska fingeravtrycket och DNA-profilering, som nu används över hela världen inom kriminalteknik för att hjälpa polisens detektivarbete och för att lösa faderskaps- och invandringstvister.
År 1994 adlades han för sina tjänster inom genetiken.

## Biografi
Jeffreys föddes i en medelklassfamilj i Oxford, där han tillbringade de första sex åren av sitt liv fram till 1956 då familjen flyttade till Luton, Bedfordshire. Han framhåller att han fått sin nyfikenhet och uppfinningsrikedom från sin far, liksom sin farfar, som hade ett antal patent. När han var åtta år gav hans far honom en kemiuppsättning, som han förbättrade under de närmaste åren med extra kemikalier, även inklusive en liten flaska svavelsyra. Hans far köpte honom också ett mässingsmikroskop från viktoriansk tid, som han använde för att undersöka biologiska exemplar. Vid cirka 12 års ålder gjorde han ett litet dissekeringssats (inklusive en skalpell, tillverkad av ett tillplattat stift) som han använde för att dissekera en humla, men han fick problem med sina föräldrar när han gick vidare till att dissekera ett större exemplar.
Jeffreys studerade vid Luton Grammar School och sedan Luton Sixth Form College. Han tilldelades ett stipendium för att studera vid Merton College, Oxford på en fyraårig kurs, där han 1971 tog examen i biokemi med förstklassiga utmärkelser. Jeffreys avslutade sin filosofie doktorsexamen om mitokondrierna hos odlade däggdjursceller, som doktorand vid Genetics Laboratory vid University of Oxford.
Jeffreys träffade sin blivande hustru, Sue Miles, på en ungdomsklubb i centrala Luton, Bedfordshire, innan han blev universitetsstudent, och de gifte sig den 28 augusti 1971. Jeffreys har en bror och en syster och han och hans hustru har två döttrar, födda 1979 och 1983.

## Karriär och vetenskapligt arbete
Efter att ha avlagt sin doktorsexamen flyttade han till University of Amsterdam, där han arbetade med däggdjursgener som forskare, och sedan till University of Leicester 1977, där han 1984 upptäckte en metod för att visa variationer mellan individers DNA, uppfinna och utveckla genetiska fingeravtryck.
Jeffreys säger att han hade ett "heureka-ögonblick" i sitt laboratorium i Leicester efter att ha tittat på röntgenfilmbilden av ett DNA-experiment den 10 september 1984, som oväntat visade både likheter och skillnader mellan DNA från olika medlemmar av hans teknikers familj. Inom ungefär en halvtimme insåg han den möjliga omfattningen av DNA-fingeravtryck, som använder variationer i den genetiska informationen för att identifiera individer. Innan hans metoder kommersialiserades 1987 var hans laboratorium det enda centret i världen som utförde DNA-fingeravtryck och var följaktligen mycket upptagen och tog emot förfrågningar från hela världen.
År 1992 användes Jeffreys metoder för att bekräfta identiteten för tyska åklagare av Josef Mengeles kropp, som hade dött 1979, genom att jämföra DNA som erhållits från ett lårben i hans uppgrävda skelett, med DNA från hans mor och son, på ett liknande sätt som faderskapstest.
DNA-profilering, baserad på att teckna enskilda mycket variabla minisatelliter i det mänskliga genomet, utvecklades också av Jeffreys och hans team 1985, med termen (DNA-fingeravtryck) som behålls för det första testet som tecknar många minisatelliter samtidigt. Genom att fokusera på bara några av dessa mycket varierande minisatelliter gjorde DNA-profilering systemet mer känsligt, mer reproducerbart och mottagligt för digitala databaser. Det blev snart det vanliga kriminaltekniska DNA-systemet som användes i brottmålsarbete och faderskapstest över hela världen. De vanligaste markörerna är nu variabla mikrosatelliter, även kända som korta tandemupprepningar (STR), som Jeffreys först utnyttjade 1990 i Mengele-fallet.

## Utmärkelser och hedersbetygelser
- Colworth Medal,  1985[1]
- Fellow of the Royal Society,  1986[3][1]
- Davymedaljen,  1987[4]
- Linnean Societys tvåhundraårsmedalj,  1987
- Mendel Medal,  1987[5]
- William Allan-priset,  1992
- Kilgerran Prize,  1993[6]
- Knight Bachelor,  1994[1]
- Linnean Medal,  1994[1]
- Albert Einstein världsutmärkelse inom vetenskap,  1996[7]
- Balymedaljen,  1997
- Louis Jeantet-priset i medicin,  2004[8]
- Louis Jeantet-priset i medicin,  2004[8]
- Royal Medal,  2004
- National Inventors Hall of Fame,  2005[9]
- Lasker-DeBakey Clinical Medical Research Award,  2005[10]
- Clarivate Citation Laureates,  2006[11]
- Dr. H.P. Heinekenpriset för biokemi och biofysik,  2006
- Croonian Medal and Lecture,  2010
- Edinburgh Medal,  2010
- Copleymedaljen,  5 augusti 2014[12][13]
- Companion of Honour,  2017[1]
- AAAS Fellow,  2018[14]
- Hedersdoktor vid University of Hong Kong
- Australia Prize

[Redigera Wikidata]